# Liste der Baudenkmäler in Niederaichbach
Auf dieser Seite sind die Baudenkmäler in der niederbayerischen Gemeinde Niederaichbach zusammengestellt. Diese Tabelle ist eine Teilliste der Liste der Baudenkmäler in Bayern. Grundlage ist die Bayerische Denkmalliste, die auf Basis des Bayerischen Denkmalschutzgesetzes vom 1. Oktober 1973 erstmals erstellt wurde und seither durch das Bayerische Landesamt für Denkmalpflege geführt wird. Die folgenden Angaben ersetzen nicht die rechtsverbindliche Auskunft der Denkmalschutzbehörde.

## Baudenkmäler nach Ortsteilen

### Niederaichbach
| Lage                                                              | Objekt                          | Beschreibung | Akten-Nr.    | Bild                            |
| ----------------------------------------------------------------- | ------------------------------- | --- | ------------ | ------------------------------- |
| Am Aichbach 8 (Standort)                                          | Kleinbauernhaus                 | eingeschossiger Steildachbau mit Kniestock, übertünchter Blockbau, mit alten Fenstern, 18. Jahrhundert. | D-2-74-156-1 | Kleinbauernhaus                 |
| Am Aichbach 18 (Standort)                                         | Bauernhaus                      | Mittertennanlage, eingeschossiger Satteldachbau mit Kniestock, in Blockbauweise, Ende 18./Anfang 19. Jahrhundert. | D-2-74-156-3 | Bauernhaus                      |
| Am Aichbach 28 (Standort)                                         | Katholische Kirche St. Nikolaus | Saalkirche, nach Süden gerichtet, mit eingezogenem Chor und Putzgliederung, barock, 1678, nördlich Turm mit achtseitigem Oberbau und Spitzhelm, Turmobergeschoss Ende 19. Jahrhundert; mit Ausstattung. | D-2-74-156-4 | Katholische Kirche St. Nikolaus |
| Brennerweg 11, 13 (Standort)                                      | Kleinhandwerkerhaus             | zweigeschossiger Flachsatteldachbau, verputzter Blockbau mit umlaufendem Schrot, Ende 17. Jahrhundert. | D-2-74-156-5 | Kleinhandwerkerhaus             |
| Isarstraße 1 (Standort)                                           | Wohnhaus                        | wohl ehemaliges Zollhaus, zweigeschossiger Flachsatteldachbau, in Blockbauweise, mit barocker Hausfigur, Kernbau 1808 (dendrochronologisch datiert), Erhöhung und Erweiterung 1850 (dendrochronologisch datiert). | D-2-74-156-6 | Wohnhaus                        |
| Prinz-Anselm-Allee 9,11,13,15, Nähe Königsfelderstraße (Standort) | ehm. Schloss                    | Wohntrakt in zwei Flügeln mit Eckturm, 17. Jahrhundert, verändert im 18. und 19. Jahrhundert; Schlosskapelle St. Barbara von 1682, im Südflügel; mit Ausstattung; Remise und Wirtschaftsgebäude, massive Satteldachbauten, 19. Jahrhundert, mit den Wohntrakten einen Vierseithof bildend; westlich anschließend Wirtschaftshof, 18./19. Jahrhundert; erhaltene Einfriedungen im Wirtschaftsteil, 18./19. Jahrhundert; Einfriedung der ehemaligen nördlichen Parkanlage, 18./19. Jahrhundert; erhaltene Teile der Parkanlage und Auffahrtsallee, 18./19. Jahrhundert. | D-2-74-156-8 | weitere Bilder                  |

### Goldern
| Lage                   | Objekt                                   | Beschreibung | Akten-Nr.     | Bild           |
| ---------------------- | ---------------------------------------- | --- | ------------- | -------------- |
| Haus Nr. 13 (Standort) | Katholische Kirche St. Andreas mit Mauer | Saalkirche, neugotischer Blankziegelbau, nördlich Chorflankenturm mit Spitzhelm, Gliederung durch Strebepfeiler am Chor und Blendbögen, 1862, Turm 1890; mit Ausstattung; Friedhofsmauer, Ziegelstein, wohl gleichzeitig. | D-2-74-156-9  | weitere Bilder |
| Haus Nr. 33 (Standort) | Bauernhof in Hakenform mit Stadel        | Wohnstallhaus, zweigeschossiger Satteldachbau, in Blockbauweise, mit Giebelschrot, Ende 18./Anfang 19. Jahrhundert; Stadel, Blockbau mit Satteldach, teilweise verändert, gleichzeitig.                                   | D-2-74-156-10 | BW             |

### Hüttenkofen
| Lage                   | Objekt                | Beschreibung | Akten-Nr.     | Bild           |
| ---------------------- | --------------------- | --- | ------------- | -------------- |
| Haus Nr. 45 (Standort) | Pfarrkirche St. Jakob | Saalkirche, spätgotische Anlage von 1545, barocker Ausbau 1720, modern erweitert, südlich Chorflankenturm mit einfacher Geschossgliederung und Spitzhelm; mit Ausstattung. | D-2-74-156-12 | weitere Bilder |

### Oberaichbach
| Lage                               | Objekt                           | Beschreibung | Akten-Nr.     | Bild                             |
| ---------------------------------- | -------------------------------- | --- | ------------- | -------------------------------- |
| Am Feldweg 9 (Standort)            | Wohnstallhaus eines Dreiseithofs | zweigeschossiger Satteldachbau mit Blockbau-Obergeschoss und Giebelschrot, 19. Jahrhundert.                                                                             | D-2-74-156-14 | Wohnstallhaus eines Dreiseithofs |
| Dorfstraße 1 (Standort)            | Gasthaus                         | zweigeschossiger massiver Bau mit Steildach und Treppengiebeln, Ende 19. Jahrhundert.                                                                                   | D-2-74-156-15 | Gasthaus                         |
| Kirchstraße 1 (Standort)           | Pfarrkirche St. Peter und Paul   | Saalkirche mit eingezogenem Chor und Westturm, mit Putzgliederung, Turm mit Geschossgliederung, achteckigem Oberbau und Zwiebelhaube, barock, 1736–42; mit Ausstattung. | D-2-74-156-13 | Pfarrkirche St. Peter und Paul   |
| Kirchstraße 4 (Standort)           | Bauernhaus                       | Wohnstallbau, zweigeschossiger Flachsatteldachbau mit Blockbau-Obergeschoss, Giebel- und Traufschrot, Ende 18./Anfang 19. Jahrhundert.                                  | D-2-74-156-19 | Bauernhaus                       |
| Obere Aichbachstraße 8 (Standort)  | Wohnstallhaus eines Hakenhofs    | zweigeschossiger Flachsatteldachbau mit Blockbau-Obergeschoss, mit Trauf- und Giebelschrot, Ende 18./Anfang 19. Jahrhundert.                                            | D-2-74-156-20 | Wohnstallhaus eines Hakenhofs    |
| Untere Aichbachstraße 9 (Standort) | Wohnstallhaus eines Hakenhofs    | zweigeschossiger Flachsatteldachbau mit Blockbau-Obergeschoss, 19. Jahrhundert.                                                                                         | D-2-74-156-21 | Wohnstallhaus eines Hakenhofs    |
| Wagnergasse 6 (Standort)           | Bauernhaus                       | zweigeschossiger Flachsatteldachbau in Blockbauweise, mit Traufschrot, zweiten Hälfte 18. Jahrhundert.                                                                  | D-2-74-156-22 | Bauernhaus                       |

### Reichersdorf
| Lage                          | Objekt                                        | Beschreibung | Akten-Nr.     | Bild                                          |
| ----------------------------- | --------------------------------------------- | --- | ------------- | --------------------------------------------- |
| Alte Schulstraße 7 (Standort) | Katholische Kirche St. Margaretha mit Kapelle | Saalkirche mit eingezogenem Chor, Gliederung durch Dachfries an Chor, Turm und Langhaus, südlich Chorflankenturm mit Geschossgliederung und Spitzhelm, spätgotische Anlage des 15. Jahrhunderts, Langhaus westlich erweitert 1878; mit Ausstattung; Friedhofskapelle, massiver Satteldachbau mit Putzgliederung, wohl 18./19. Jahrhundert. | D-2-74-156-23 | Katholische Kirche St. Margaretha mit Kapelle |

### Ruhmannsdorf
| Lage                   | Objekt               | Beschreibung | Akten-Nr.     | Bild           |
| ---------------------- | -------------------- | --- | ------------- | -------------- |
| Haus Nr. 24 (Standort) | Bauernhof mit Stadel | Parallelanlage; Wohnstallhaus, zweigeschossiger Flachsatteldachbau in Blockbauweise mit Giebellaube und Traufschrot, 19. Jahrhundert; Stadel in Blockbauweise mit Steildach, 19. Jahrhundert. | D-2-74-156-24 | weitere Bilder |

### Thalham
| Lage                            | Objekt     | Beschreibung | Akten-Nr.     | Bild       |
| ------------------------------- | ---------- | --- | ------------- | ---------- |
| beim Falterwastl-Hof (Standort) | Hofkapelle | kleiner Ziegelbau mit Satteldach und Putzgliederung in historistischen Formen, neugotisch, Ende des 19. Jahrhunderts. | D-2-74-156-25 | Hofkapelle |

### Wolfsbach
| Lage                   | Objekt                          | Beschreibung | Akten-Nr.     | Bild                            |
| ---------------------- | ------------------------------- | --- | ------------- | ------------------------------- |
| Haus Nr. 55 (Standort) | Zugehörige Hofkapelle           | kleiner massiver Satteldachbau mit Dachreiter, 19. Jahrhundert; mit Ausstattung.                                                                 | D-2-74-156-29 | Zugehörige Hofkapelle           |
| Haus Nr. 80 (Standort) | Katholische Kirche St. Nikolaus | Saalkirche mit Putzgliederung, Westturm mit Geschossgliederung, oktogonalem Oberbau und Spitzhelm, barocke Anlage, erste Hälfte 18. Jahrhundert. | D-2-74-156-27 | Katholische Kirche St. Nikolaus |
| Haus Nr. 90 (Standort) | Stadel                          | in Blockbauweise mit Satteldach, Ende 18./Anfang 19. Jahrhundert.                                                                                | D-2-74-156-30 | BW                              |

## Ehemalige Baudenkmäler
In diesem Abschnitt sind Objekte aufgeführt, die früher einmal in der Denkmalliste eingetragen waren, jetzt aber nicht mehr. Objekte, die in anderem Zusammenhang also z. B. als Teil eines Baudenkmals weiter eingetragen sind, sollen hier nicht aufgeführt werden. Aktennummern in diesem Abschnitt sind ehemalige, jetzt nicht mehr gültige Aktennummern.

| Lage                                                              | Objekt                           | Beschreibung                                                                             | Akten-Nr.     | Bild |
| ----------------------------------------------------------------- | -------------------------------- | ---------------------------------------------------------------------------------------- | ------------- | --- |
| Oberaichbach Dorfstraße 9 (Standort)                              | Wohnstallhaus                    | zweigeschossiger Flachsatteldachbau in Blockbauweise, mit Giebelschrot, 19. Jahrhundert. | D-2-74-156-17 | BW |
| Oberaichbach Dorfstraße 14 (an der Ecke Kröninger Weg) (Standort) | Zugehöriger Getreidekasten       | Blockbau, 1825.                                                                          | D-2-74-156-18 | [[Vorlage:Bilderwunsch/code!/C:48.56752,12.31831!/D:Dorfstraße 14 (an der Ecke Kröninger Weg), Zugehöriger Getreidekasten!/\|BW]] |
| Wimm Haus Nr. 1 (Standort)                                        | Zugehöriger Blockbau-Traidboden  | Ende 18./Anfang 19. Jahrhundert.                                                         | D-2-74-156-26 | BW |
| Wolfsbach Haus Nr. 44 (Standort)                                  | Wohnstallhaus eines Dreiseithofs | Blockbau-Obergeschoss mit Giebelschrot, Ende 18./Anfang 19. Jahrhundert.                 | D-2-74-156-28 | BW |